# Bataillon der Verdammten – Die Schlacht um Jangsari
Bataillon der Verdammten – Die Schlacht um Jangsari (Originaltitel: Jangsari: Icheojin Yeongungdeul, deutsch: Jangsari: Vergessene Helden) ist ein südkoreanischer Kriegsfilm aus dem Jahr 2019. In den Hauptrollen sind Kim Myung-min, Megan Fox und Choi Min-ho zu sehen. Der Film handelt von einem Ablenkungsmanöver im Zuge der Operation Chromite im Koreakrieg, bei dem eine Einheit bestehend aus Kindern und Studenten am Strand von Jangsari in den Kampf entsendet wird. Die Rolle von Megan Fox basiert auf den beiden Kriegsberichterstatterinnen Marguerite Higgins und Margaret Bourke-White.

## Handlung
Die Nordkoreanische Volksarmee hat im Koreakrieg fast die gesamte koreanische Halbinsel eingenommen. Die Operation Chromite unter Führung von US-General Douglas MacArthur soll die Wende herbeiführen. Dazu sollen gezielt Ablenkungsmanöver gestartet werden. Eine Ablenkung soll das Verteidigungsmanöver im Südosten am Strand von Jangsari bieten. Dahin wird eine koreanische Einheit, bestehend aus noch Minderjährigen und Studenten, entsendet, unter Führung von Lee. Die Schüler- und Studentensoldaten haben gerade mal ein zweiwöchiges Training hinter sich. Sie erhoffen sich Unterstützung von der Artillerie. Doch diese trifft nicht ein und die US-Armee hat nicht genug Mann, um sie zu unterstützen. Als sich ihr Schiff dem Strand von Jangsari nähert, eröffnen nordkoreanische Streitkräfte sofort das Feuer. Doch die meisten der südkoreanischen Truppe können sich an Land bringen. In einem Gefecht können sie die Station der Nordkoreaner einnehmen. Dabei stellt sich heraus, dass es sich bei den Gefallenen um südkoreanische Kinder handelt, die von der nordkoreanischen Volksarmee gezwungen wurden, nordkoreanische Militärkleidung zu tragen und zu kämpfen.

## Synchronisation
Die Synchronisation übernahm die Metz-Neun Synchron Studio- und Verlags GmbH in Offenbach am Main, Hessen. Die Dialogregie führte Johannes Ott.
| Rolle           | Darsteller     | Synchronsprecher        |
| --------------- | -------------- | ----------------------- |
| Lee Myung-joon  | Kim Myeong-min | Gilles Karolyi          |
| Maggie          | Megan Fox      | Luise Helm              |
| Choi Sung-pil   | Choi Min-ho    | Louis Friedemann Thiele |
| Ki Ha-Ryun      | Kim Sung-Cheol | Benjamin Stolz          |
| General Stevens | George Eads    | David Nathan            |

## Rezeption
Bataillon der Verdammten lief am 25. September 2019 in den südkoreanischen Kinos an und erreichte über 1,1 Millionen Kinobesucher.